# Euphemia Stewart, Condessa de Strathearn
Euphemia Stewart, Condessa de Strathearn (falecida por volta de 1434) foi uma nobre escocesa medieval, filha de David Stewart, Conde Palatino de Strathearn e Caithness. Ela obteve os dois títulos de seu pai depois de sua morte entre 1385 e 1389, possivelmente em março de 1386.

## Vida
Eufêmia nasceu em uma data desconhecida na Escócia, filha de David Stewart, Conde Palatino de Strathearn e Caithness. Sua mãe era irmã de David Lindsay, primeiro conde de Crawford; seu primeiro nome não é conhecido. Como filha única, ela era herdeira dos condados de seu pai. Por volta de março de 1386, seu pai morreu e ela se tornou suo jure Condessa de Strathearn e Caithness. Chamando a si mesma de Condessa Palatina de Strathearn, ela renunciou ao título de Conde de Caithness para seu tio Walter Stewart, Conde de Atholl, algum tempo antes de 1402.